# (26197) Bormio
(26197) Bormio ist ein Asteroid des Hauptgürtels, der am 31. März 1997 von den italienischen Astronomen Piero Sicoli und Francesco Manca am Osservatorio Astronomico Sormano (IAU-Code 587) in Sormano entdeckt wurde.
Der Asteroid wurde nach der Gemeinde Bormio in der norditalienischen Provinz Sondrio (Region Lombardei) benannt.